# Eskiyapar Höyük
Koordinaten: 40° 9′ 29″ N, 34° 46′ 23″ O

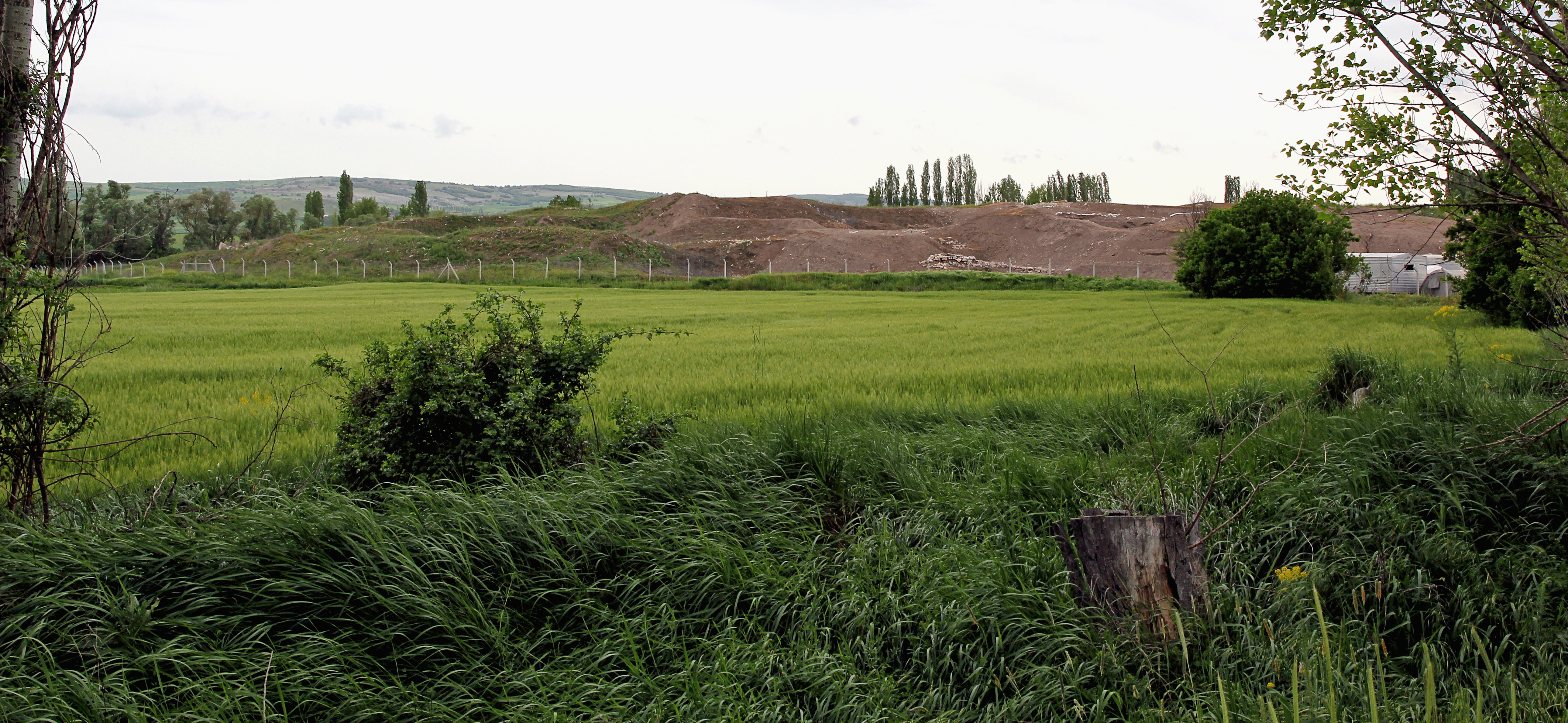
Eskiyapar Höyük von Norden

Eskiyapar Höyük ist ein befestigter Siedlungshügel in der nördlichen Türkei, der von der frühen Bronzezeit bis in römische Zeit bewohnt war. Er birgt eine bedeutende Stadt im Kernland des hethitischen Reiches.

## Forschungsgeschichte
Der Höyük, der seit dem 19. Jahrhundert bekannt war, wurde erstmals 1945 von Ekrem Akurgal aus der Grabungsmannschaft von Alaca Höyük untersucht, ihm folgte im gleichen Jahr für eine Oberflächenuntersuchung Raci Temizer, der damalige Direktor des Museums für anatolische Zivilisationen in Ankara. Dieser begann im Jahr 1968 die ersten systematischen Ausgrabungen in Eskiyapar, die bis 1982 andauerten. Es folgten 1991–1992 Grabungen des Museums Çorum. Seit 2010 ist ein Team der Universität Ankara unter der Leitung von Tunç Sipahi erneut mit Grabungen befasst.

## Hügel

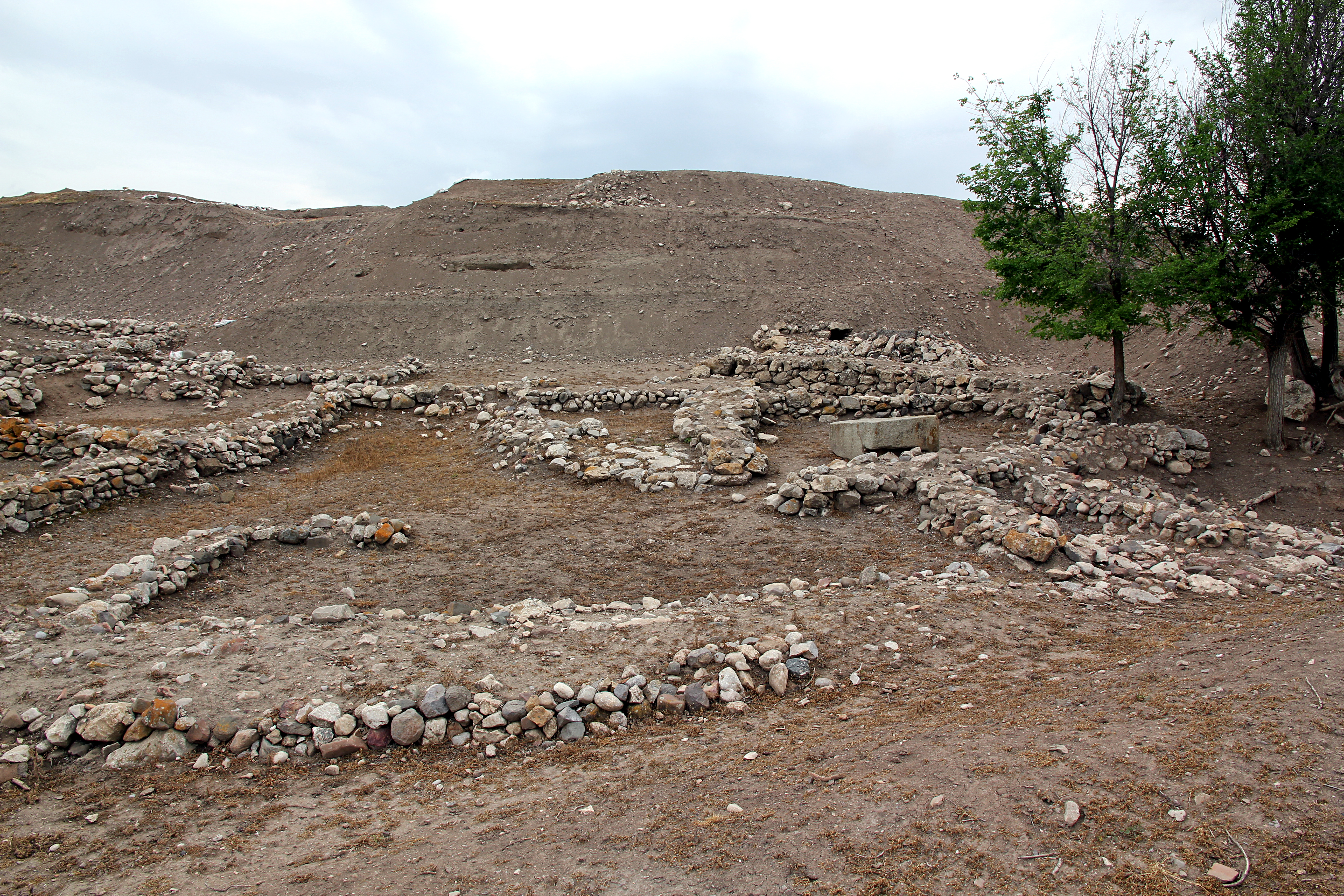
Grabung im Norden des Hügels

Der Hügel liegt südöstlich des Ortes Eskiyapar im Bezirk Alaca der Provinz Çorum. Er hatte damit eine zentrale Lage im hethitischen Reich. Dessen südwestlich gelegene Hauptstadt Ḫattuša ist etwa 20 Kilometer entfernt, Alaca Höyük im Nordwesten zehn Kilometer, und die Residenzstadt Šapinuwa liegt etwa 40 Kilometer östlich. Der leicht ovale Hügel misst in West-Ost-Richtung 280 Meter und 320 Meter von Nord nach Süd. Er ragt etwa zwölf Meter aus der umgebenden Ebene und hat damit am höchsten Punkt eine Höhe von 960 Metern über dem Meeresspiegel.
Für die Identifikation der hethitischen Stadt gibt es unterschiedliche Ansätze. Der polnische Hethitologe Maciej Popko schlägt Ankuwa vor, sein Landsmann Piotr Taracha dagegen Taḫurpa, eine Stadt, die nahe Arinna gelegen haben soll, das wiederum oft mit Alaca Höyük gleichgesetzt wird. Auch Arinna selbst gilt als mögliche Deutung Eskiyapars.

## Funde

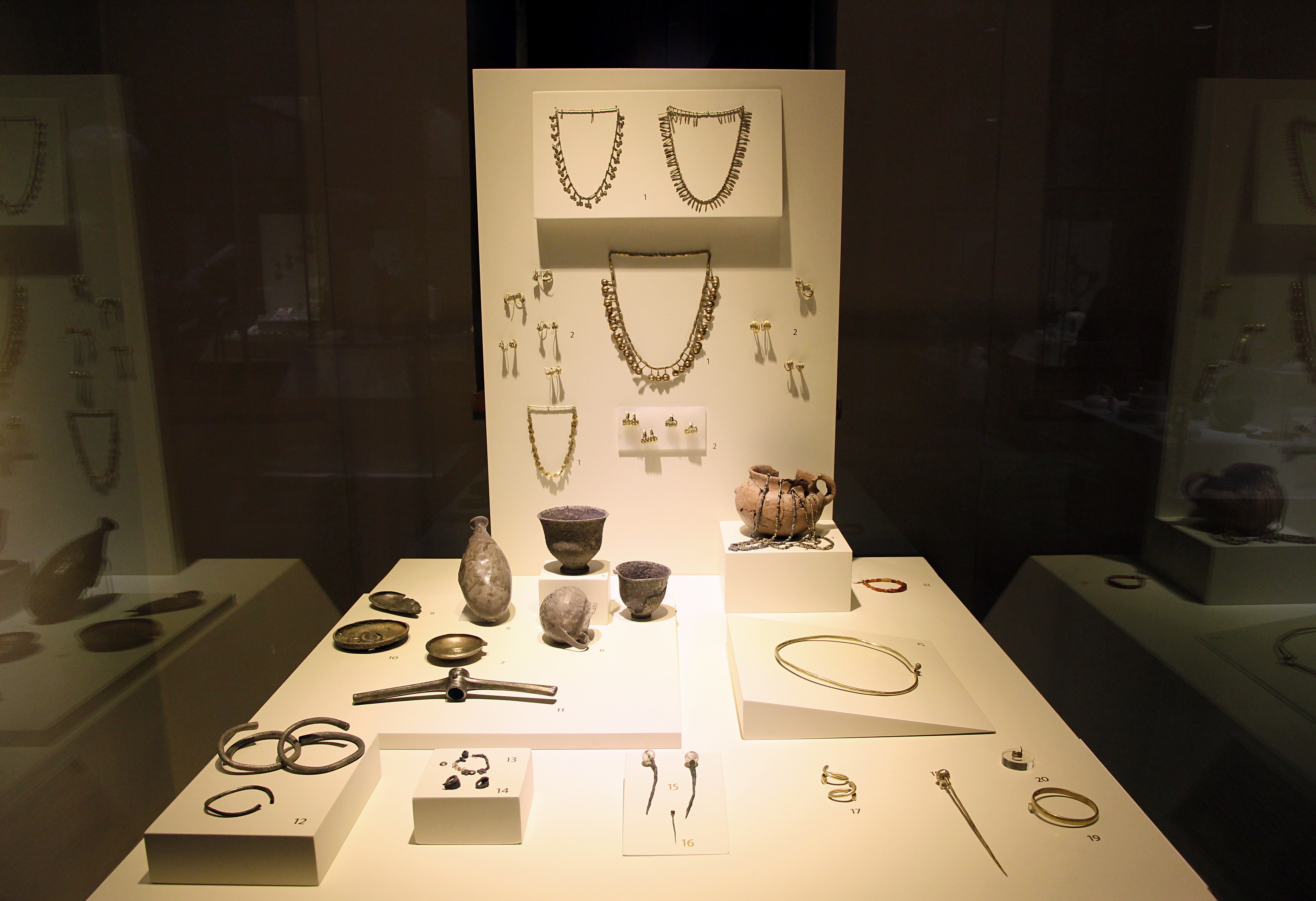
Funde aus Eskiyapar, Museum für anatolische Zivilisationen, Ankara

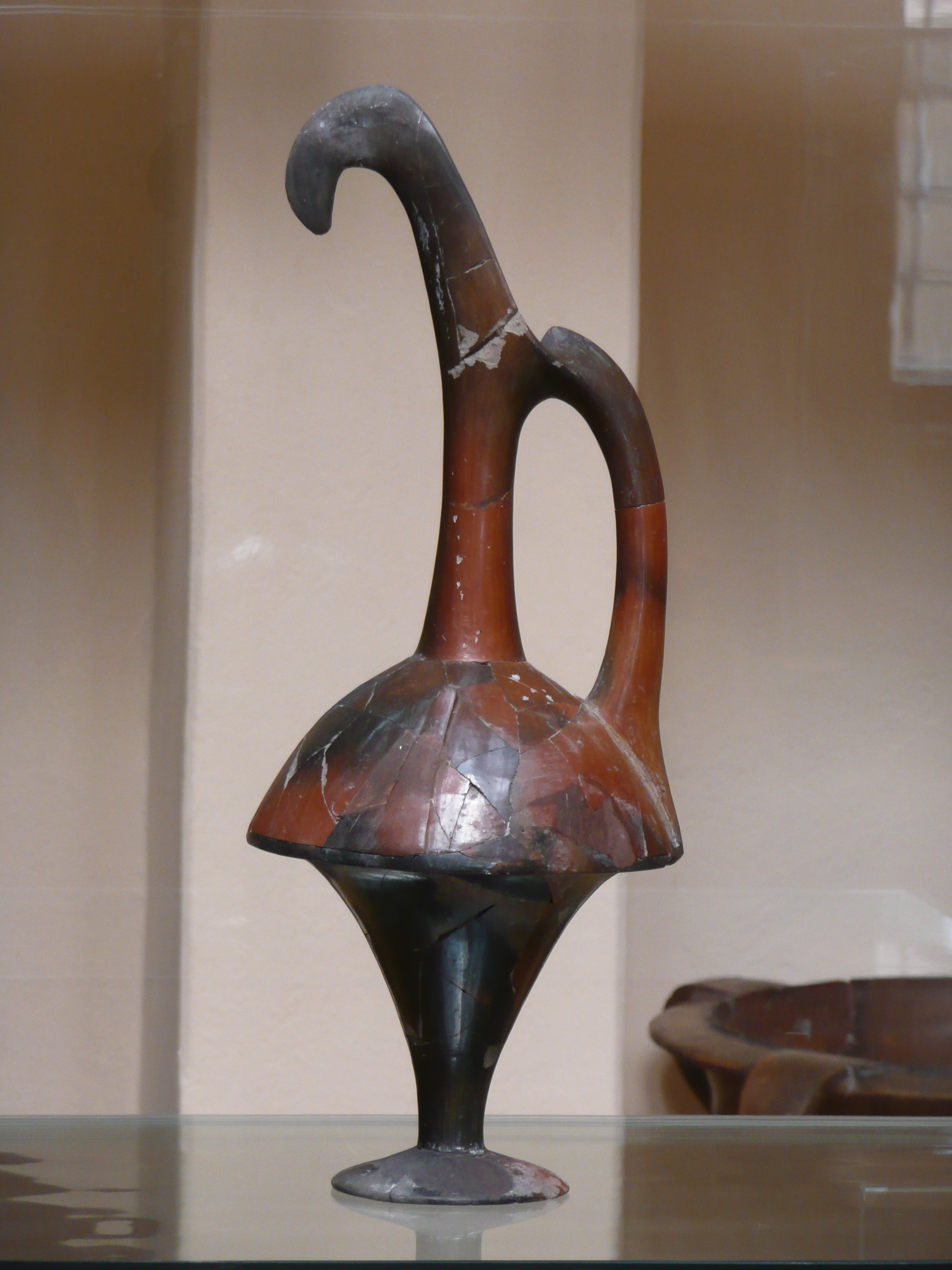
Schnabelkanne, Terrakotta, Höhe 45 cm, 18. Jhd. v. Chr., im Museum Ankara

Im Zuge der Ausgrabungen kam eine Reihe von rechteckigen Gebäuden ans Licht. Temizer sprach 1988 von einem großen althethitischen Residenzbezirk im Südosten des Hügels. Mehrere Brennöfen und größere Mengen an Tonerzeugnissen deuten auf eine reiche Keramikproduktion. Für einen großen Teil dieser Gefäße wird eine rituelle Verwendung angenommen. Darunter waren Opfergefäße, die mit Reliefs oder Figuren außen und zum Teil auch innen verziert waren, Krüge, Becher und Flaschen. Weiter kamen Knochenwerkzeuge und -griffe, ein Stempelsiegel und Spinnwirtel zutage. Bekannt geworden sind zwei als Schätze von Eskiyapar bezeichnete Hortfunde. Zu dem größeren gehörten silberne Pokale und eine Zeremonialaxt aus Elektron, der kleinere bestand vollständig aus Schmuck, darunter Ohrringe, Halsketten und Perlen.
Bedeutend ist der Fund einer mittelhethitischen Keilschrifttafel im Jahr 2011, mit der Nennung der Städte Taḫurpa und Arinna.
Die Funde sind im Museum für anatolische Zivilisationen in Ankara und im Archäologischen Museum Çorum ausgestellt.